# 단풍나무
단풍나무(영어: red emperor maple, palmate maple 또는 smooth Japanese-maple)는 무환자나무목 무환자나무과의 식물이다. 학명은 아케르 팔마툼(Acer palmatum)이며, 한국과 일본이 원산지다.

## 형태
낙엽 활엽 교목으로 수고 10~20m 내외이며 수형은 원형이다. 줄기는 털이 없고 가늘며 회갈색을 띤다.

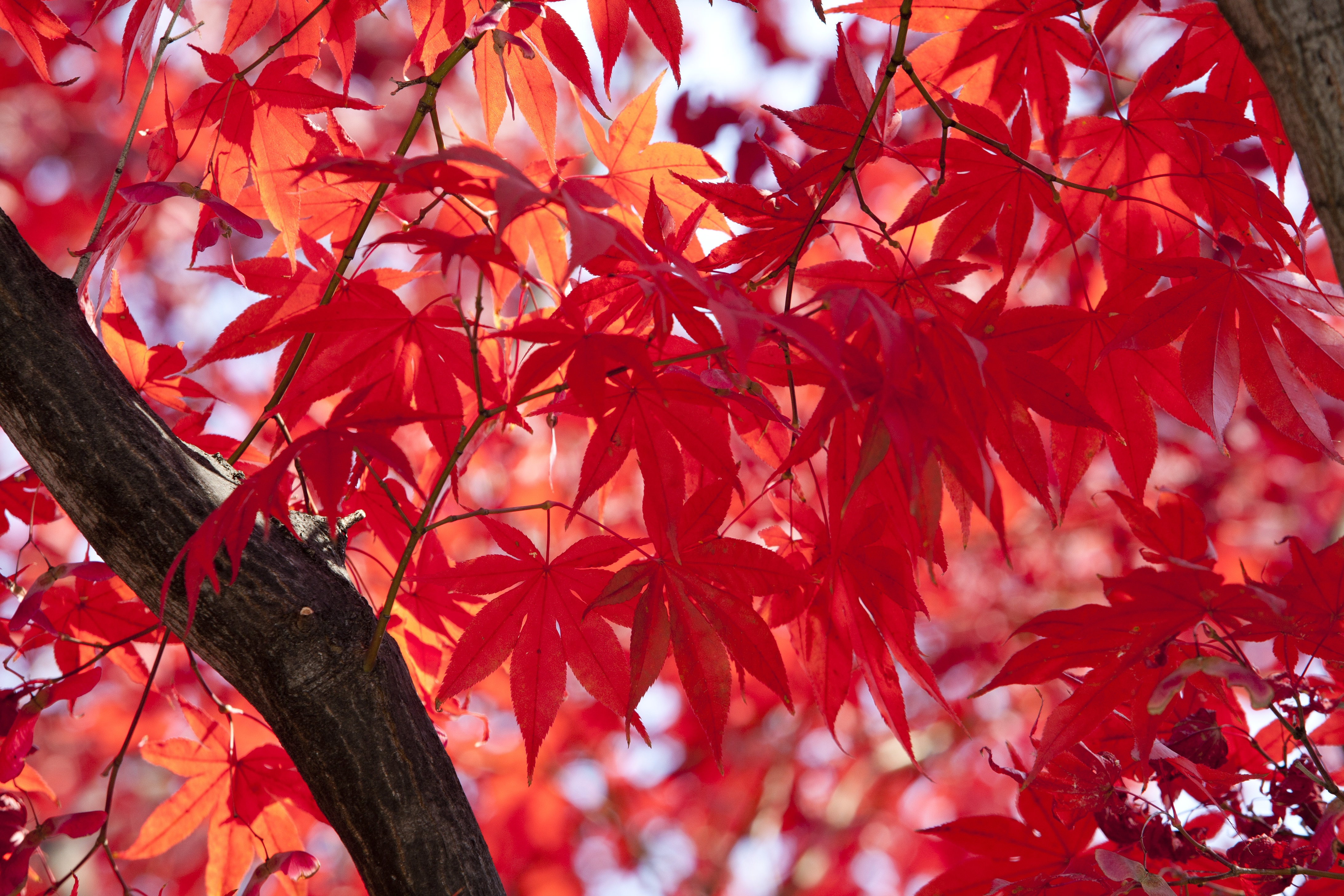
단풍나무

### 잎
잎은 마주나며 원형에 가까우며, 손가락 모양으로 5~7개로 갈라진다. 갈라지는 잎의 조각은 끝이 얇게 갈라지는 피침형이고 점첨두다. 갈라진 열편의 가장자리는 톱니모양을 이룬다. 잎 뒷면에 털이 있으나 점차 사라진다. 잎자루의 길이는 3~5cm다.

### 꽃
꽃은 산방꽃차례를 가지 끝에 이루고 5월에 피며 잡성 또는 1가화이다. 암꽃은 꽃잎이 없거나 2~5개의 흔적이 있지만, 수꽃은 꽃잎과 흔적이 모두 없고 수술이 8개, 꽃받침조각이 5개이다.

### 열매
열매는 시과(날개열매)로 길이 1 cm 정도로 털이 없고 9~10월에 익으며 날개는 긴 타원형이다.

## 습성
한반도에서는 경기 이남의 산지에서 많이 볼 수 있다. 주로 제주·전남·전북 등에 분포한다. 중용수로서 습기가 약간 있는 비옥한 사질 양토에서 잘 자란다. 붉은 단풍잎이 땅에 떨어지면 단풍잎에서 나온 색소가 땅속으로 스며들어 다른 나무가 자라는 것을 방해한다고 한다. 주로 산지의 계곡에서 잘 자라며 자생력이 강하다.

## 변종
잎이 7~9개로 갈라지고 뒷면 잎맥 위에 갈색 털이 있으며 시과가 수평으로 벌어지는 것을 내장단풍, 잎이 7~9개로 갈라지고 잎자루와 잎 뒷면에 백색 털이 나며 열매의 날개가 거꿀달걀형인 것을 털단풍, 잎 표면에는 털이 있으나 뒷면에는 없고 열매가 좁은 단풍의 반 정도로 큰 것을 아기단풍이라고 한다. 하지만 이는 색이나 모양 등 외형에 따른 변종 구분이므로 다 같은 종이다.
뜰단풍(Acer palmatum var. matsumurae (Koidz.) Makino)도 있다.

## 쓰임새
가로수, 공원수, 분재 같은 관상용으로 식재되며, 무늬가 아름다워 물푸레나무와 함께 고급 배트, 가구재 등으로 쓰인다. 체육관이나 볼링장의 나무 바닥, 악기, 테니스 라켓의 재료가 되기도 한다.

## 사진

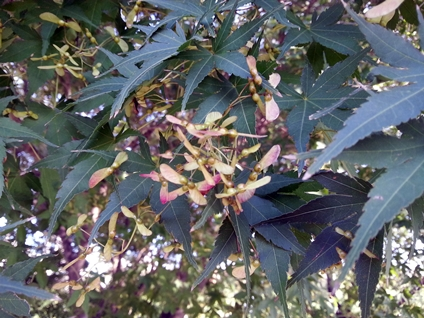
덜 영근 단풍나무씨

## 같이 보기
- 당단풍나무
- 메이플 시럽
- 캐나다의 국기
- 단풍

## 참고 문헌
- 이 문서에는 다음커뮤니케이션(현 카카오)에서 GFDL 또는 CC-SA 라이선스로 배포한 글로벌 세계대백과사전의 내용을 기초로 작성된 글이 포함되어 있습니다.